# باب لناردوتزی
باب لناردوتزی (ایتالیایی: Bob Lenarduzzi؛ زادهٔ ۱ مهٔ ۱۹۵۵) بازیکن سابق و مربی فوتبال ایتالیایی‌تبار اهل کانادا است.
از باشگاه‌هایی که در آن بازی کرده‌است می‌توان به باشگاه فوتبال ردینگ اشاره کرد.
وی همچنین در تیم ملی فوتبال کانادا بازی کرده‌است.